# Дискография Lordi
Дискография Lordi, финской хэви-метал-группы, основанной в 1992 году, состоит из восьми студийных альбомов, трёх сборников, пятнадцати синглов и двух видеоальбомов. Популярность группе принесла композиция «Hard Rock Hallelujah», с которой Lordi одержали победу на конкурсе песни «Евровидение 2006». Успех сингла также сделал альбом «Arockalypse» самым продаваемым в странах Европы, особенно в Финляндии и Швеции, где он достиг 1 позиции в альбомных чартах. В 2008 году группа выпустила четвертый студийный альбом, «Deadache», который не смог повторить успех предшественника и занял более низкие позиции в чартах. В сентябре 2010 года вышел альбом «Babez For Breakfast». 1 марта 2013 был выпущен альбом «To Beast or Not to Beast», 31 октября 2014 — «Scare Force One», 16 сентября 2016 — «Monstereophonic – Theaterror vs. Demonarchy», 25 мая 2018 — «Sexorcism».  31 января 2020 вышел десятый альбом — «Killection». С одиннадцатого по семнадцатый студийные альбомы группы были выпущены как часть бокс-сета «Lordiversity».

## Студийные альбомы
| Год  | Альбомы                                                                                                   | Позиции в чартах | Позиции в чартах | Позиции в чартах | Позиции в чартах | Позиции в чартах | Позиции в чартах | Позиции в чартах | Позиции в чартах | Позиции в чартах | Позиции в чартах | Позиции в чартах | Позиции в чартах | Позиции в чартах | Сертификации                         |
| Год  | Альбомы                                                                                                   | Америка          | Европа           | Европа           | Европа           | Европа           | Европа           | Европа           | Европа           | Европа           | Европа           | Европа           | Европа           | Азия             | Сертификации                         |
| Год  | Альбомы                                                                                                   | [ 1 ]            | [ 2 ]            | [ 3 ]            | [ 4 ]            | [ 5 ]            | [ 6 ]            | [ 7 ]            | [ 8 ]            | [ 9 ]            | [ 10 ]           | [ 11 ]           | [ 12 ]           | [ 13 ]           | Сертификации                         |
| ---- | --- | ---------------- | ---------------- | ---------------- | ---------------- | ---------------- | ---------------- | ---------------- | ---------------- | ---------------- | ---------------- | ---------------- | ---------------- | ---------------- | ------------------------------------ |
| 2002 | Get Heavy -Дебютный альбом -Дата выхода: 1 ноября -Лейбл: BMG                                             | —                | —                | —                | —                | 3                | —                | —                | —                | —                | —                | —                | —                | 239              | 67.636 · Европа ·                    |
| 2004 | The Monsterican Dream -Второй альбом -Дата выхода: 14 апреля -Лейбл: BMG                                  | —                | 70               | —                | —                | 4                | —                | —                | —                | —                | —                | —                | —                | —                | 33.102 · Европа ·                    |
| 2006 | The Arockalypse -Третий альбом -Дата выхода: 10 марта -Лейбл: Sony BMG                                    | 17*              | 7                | 11               | 21               | 1                | 1                | 8                | 16               | 13               | 98               | —                | —                | 47               | 97.149 · Европа · 100.000 · 40.000 · |
| 2008 | Deadache -Четвёртый альбом -Дата выхода: 23 октября -Лейбл: Sony BMG                                      | 13*              | 33               | 51               | —                | 5                | 42               | 73               | —                | —                | 168              | —                | —                | 57               | · Европа ·                           |
| 2010 | Babez For Breakfast -Пятый альбом -Дата выхода: 10 сентября -Лейбл: Sony BMG                              | 43               | 66               | 71               | —                | 9                | —                | —                | —                | —                | 113              | 31               | 26               | 159              | · Европа ·                           |
| 2013 | To Beast or Not to Beast -Шестой альбом -Дата выхода: 1 марта -Лейбл: AFM Records                         | —                | 56               | 67               | —                | 8                | —                | 95               | —                | —                | —                | 40               | —                | 208              |                                      |
| 2014 | Scare Force One -Седьмой альбом -Дата выхода: 31 октября -Лейбл: AFM Records                              | —                | 62               | —                | —                | 13               | —                | —                | —                | —                | —                | —                | —                | 255              |                                      |
| 2016 | Monstereophonic – Theaterror vs. Demonarchy -Восьмой альбом -Дата выхода: 16 сентября -Лейбл: AFM Records | —                | 40               | —                | —                | 10               | —                | 83               | —                | —                | —                | —                | —                | 231              |                                      |
| 2018 | Sexorcism -Девятый альбом -Дата выхода: 25 мая -Лейбл: AFM Records                                        | —                | 20               | 74               | —                | 19               | —                | 64               | —                | —                | —                | —                | —                | 246              |                                      |
| 2020 | Killection -Десятый альбом -Дата выхода:31 января -Лейбл: AFM Records                                     | —                | —                | —                | —                | —                | —                | —                | —                | —                | —                | —                | —                | —                |                                      |
| 2021 | Lordiversity с Одиннадцатого по Семнадцатый альбом -Дата выхода:26 ноября -Лейбл: AFM Records             | —                | 48               | —                | —                | 15               | —                | —                | —                | —                | —                | —                | —                | —                |                                      |
| 2023 | Screem Writers Guild                                                                                      |                  |                  |                  |                  |                  |                  |                  |                  |                  |                  |                  |                  |                  |                                      |
| 2025 | Limited Deadition                                                                                         |                  |                  |                  |                  |                  |                  |                  |                  |                  |                  |                  |                  |                  |                                      |

## Сборники
| Название                        | Дата выхода       |
| ------------------------------- | ----------------- |
| The Monster Show                | - 17 февраля 2005 |
| Zombilation – The Greatest Cuts | - 20 февраля 2009 |
| Scarchives Vol. 1               | - 3 сентября 2012 |

## Видеоальбомы
| Год  | Альбомы                                                                            | Позиции в чартах | Позиции в чартах | Позиции в чартах | Позиции в чартах |
| Год  | Альбомы                                                                            | Европа           | Европа           | Европа           | Европа           |
| Год  | Альбомы                                                                            | [ 2 ]            | [ 17 ]           | [ 18 ]           | [ 19 ]           |
| ---- | ---------------------------------------------------------------------------------- | ---------------- | ---------------- | ---------------- | ---------------- |
| 2006 | Market Square Massacre -Дата выхода: 1 ноября -Лейбл: Sony BMG                     | 86               | 15               | 3                | 8                |
| 2007 | Bringing Back The Balls To Stockholm 2006 -Дата выхода: 7 февраля -Лейбл: LiveZone | —                | 7                | —                | —                |

## Синглы
| Год                      | Синглы                                 | Позиции в чартах | Позиции в чартах | Позиции в чартах | Позиции в чартах | Позиции в чартах | Позиции в чартах | Позиции в чартах | Позиции в чартах | Позиции в чартах | Позиции в чартах | Позиции в чартах | Сертификации |
| Год                      | Синглы                                 | Европа           | Европа           | Европа           | Европа           | Европа           | Европа           | Европа           | Европа           | Европа           | Европа           | Европа           | Сертификации |
| Год                      | Синглы                                 | [ 2 ]            | [ 21 ]           | [ 22 ]           | [ 4 ]            | [ 23 ]           | [ 6 ]            | [ 5 ]            | Флаг Греции      | [ 9 ]            | [ 7 ]            | [ 3 ]            | Сертификации |
| Get Heavy                | Get Heavy                              | Get Heavy        | Get Heavy        | Get Heavy        | Get Heavy        | Get Heavy        | Get Heavy        | Get Heavy        | Get Heavy        | Get Heavy        | Get Heavy        | Get Heavy        | Get Heavy    |
| ------------------------ | -------------------------------------- | ---------------- | ---------------- | ---------------- | ---------------- | ---------------- | ---------------- | ---------------- | ---------------- | ---------------- | ---------------- | ---------------- | ------------ |
| 2002                     | «Would You Love a Monsterman?»         | —                | —                | —                | —                | —                | 54               | 1                | —                | —                | —                | —                | 8.319        |
| 2003                     | «Devil Is a Loser»                     | —                | —                | —                | —                | —                | —                | 9                | —                | —                | —                | —                | —            |
| The Monsterican Dream    |                                        |                  |                  |                  |                  |                  |                  |                  |                  |                  |                  |                  |              |
| 2004                     | «Blood Red Sandman»                    | —                | —                | —                | —                | —                | —                | 17               | —                | —                | —                | —                | —            |
| 2004                     | «My Heaven Is Your Hell»               | —                | —                | —                | —                | —                | —                | 1                | —                | —                | —                | —                | —            |
| The Arockalypse          |                                        |                  |                  |                  |                  |                  |                  |                  |                  |                  |                  |                  |              |
| 2006                     | «Hard Rock Hallelujah»                 | 5                | 25               | 4                | 9                | 27               | 8                | 1                | 6                | 2                | 5                | 2                | —            |
| 2006                     | «Who’s Your Daddy?»                    | 33               | —                | —                | —                | —                | —                | 1                | —                | —                | —                | 21               | —            |
| 2006                     | «It Snows in Hell»                     | —                | —                | —                | —                | —                | —                | 2                | —                | —                | —                | —                | —            |
| 2007                     | «They Only Come Out at Night»          | —                | —                | —                | —                | —                | —                | 6                | —                | —                | —                | —                | —            |
| Тёмный этаж              |                                        |                  |                  |                  |                  |                  |                  |                  |                  |                  |                  |                  |              |
| 2008                     | «Beast Loose in Paradise»              | —                | —                | —                | —                | —                | —                | 3                | —                | —                | —                | —                | —            |
| Deadache                 |                                        |                  |                  |                  |                  |                  |                  |                  |                  |                  |                  |                  |              |
| 2008                     | «Bite It Like a Bulldog»               | —                | —                | —                | —                | —                | —                | 1                | —                | —                | —                | —                | 6.327        |
| 2008                     | «Deadache»                             | —                | —                | —                | —                | —                | —                | —                | —                | —                | —                | —                | —            |
| Babez For Breakfast      |                                        |                  |                  |                  |                  |                  |                  |                  |                  |                  |                  |                  |              |
| 2010                     | «This Is Heavy Metal»                  | —                | —                | —                | —                | —                | —                | 10               | —                | —                | —                | —                | —            |
| 2010                     | «Rock Police»                          | —                | —                | —                | —                | —                | —                | —                | —                | —                | —                | —                | —            |
| To Beast or Not to Beast |                                        |                  |                  |                  |                  |                  |                  |                  |                  |                  |                  |                  |              |
| 2013                     | «The Riff»                             | —                | —                | —                | —                | —                | —                | —                | —                | —                | —                | —                | —            |
| Scare Force One          |                                        |                  |                  |                  |                  |                  |                  |                  |                  |                  |                  |                  |              |
| 2014                     | «Nailed By the Hammer of Frankenstein» | —                | —                | —                | —                | —                | —                | —                | —                | —                | —                | —                | —            |

- Hug You Hardcore (2016)
- Your Tongue’s Got the Cat (2018)
- Naked in My Cellar (2018)
- Shake the Baby Silent (2019)
- I Dug a Hole in the Yard for You (2019)
- Like A Bee To The Honey (2020)
- Believe Me (19. elokuuta 2021)
- Abracadaver (24. syyskuuta 2021)
- Borderline (22. lokakuuta 2021)
- Merry Blah Blah Blah (2021)
- Demon Supreme (2021)
- Day Off Of The Devil (2022)
- Spear Of The Romans (2022)
- Reel Monsters (2022)
- Hard Rock Hallelujah (Feat. Bürger Lars Dietrich) (9. joulukuuta 2022)
- Lucyfer Prime Evil (2023)
- Thing in the Cage (2023)
- Made Of Metal (2024)
- Syntax Terror (2024)
- Retropolis (2025)

## Видеоклипы
- «Would You Love a Monsterman?» (2002)
- «Devil Is a Loser» (2003)
- «Blood Red Sandman» (2004)
- «Hard Rock Hallelujah» (2006)
- «Who’s Your Daddy?» (2006)
- «Would You Love a Monsterman?» (версия 2006)
- «It Snows In Hell» (2006)
- «Hard Rock Hallelujah» (версия 2007)
- «Bite It Like a Bulldog» (2008)
- «This Is Heavy Metal» (2010)
- «The Riff» (2013)
- «Scare Force One» (2014)
- «Hug You Hardcore» (2016)
- «Naked In My Cellar» (2018)
- «I Dug a Hole in the Yard for You» (2019)
- «Believe Me» (2021)
- «Abracadaver» (2021)
- «Borderline» (2021)
- «Merry Blah Blah Blah» (2021)
- «Demon Supreme» (2022)
- «Reel Monsters» (2022)
- «Better Hate Than Never» (2022)
- «Lucyfer Prime Evil»(2023)
- «Thing in the Cage» (2023)
- «Dead Again Jayne» (2023)
- «Syntax Terror» (2024)
- «Retropolis (2025)